# جونكو ميناغاوا
جونكو ميناغاوا (皆川純子 ميناغاوا جونكو) هي مؤدية أصوات يابانية ولدت في 22 نوفمبر 1975 في تستشيورا، إيباراكي.

## أدوارها في الأنمي

### مسلسلات أنمي تلفزيونية
- أمير التنس - ريوما إتشيزن
- أمير التنس الجديد - ريوما إتشيزن
- هذا هو سيدي - يوشيتاكا ناكاباياشي
- ديول ماسترز - هاكووه
- المعلم الساحر نيغيما! - أياكا يوكيهيرو
- نيغيما!؟ - أياكا يوكيهيرو
- ناروتو - والدة هاكو
- بلاك كات - ليون إليوت، سيلفي دياكروفت
- ترينيتي بلاد - إيون فورتونا
- .hack//أسطورة الشفق - شوغو كونيساكي
- بوسو رينكين - مادوكا ماروياما
- لافليس - ريتسكا أوياغي
- كرونو كروسيد - جوشوا كريستوفر
- فامباير نايت - روكا سوين
- فامباير نايت Guilty - روكا سوين
- شاكوغان نو شانا - كامشين نبهو
- شاكوغان نو شانا II - كامشين نبهو
- شاكوغان نو شانا III(Final) - كامشين نبهو
- باندورا هارتس - أوز فيساليوس
- كود جياس لولوش المتمرد - كورنيليا لي بريطانيا
- كود جياس لولوش المتمرد R2 - كورنيليا لي بريطانيا
- تسوباسا كرونيكل - ريو-أو
- فايبرز كريد - نوما
- زيتاي كارين تشيلدرين - تيم توي
- دي جرايمان - أرتشي
- كانان - ناتسومي، التوأم الأصغر
- بلاسريتر - ماليك ويرنر
- باسكواش! - سلاش كينز
- رايلغان معينة خاصة بالعلم - هاروكي كونوي
- المتحري الروحي ياكومو - إيريكو مياغاوا
- ماريا هوليك ألايف - توتا هانابوسا
- تايغر آند باني - يوري بيتروف (أيام الطفولة)
- بليد - إيريك بروكس (أيام الطفولة)
- من أجل البقاء - شادي
- ماغي: The Labyrinth of Magic - جميل (أيام الطفولة)
- ماغي: The Kingdom of Magic - جميل (أيام الطفولة)
- أراتا كانغاتاري - كاناتي
- كوبرا ذي أنيميشن - الملكة
- الخيانة تعرف اسمي - إيليجي
- يونا فتاة الفجر - يون
- توريكو - ميدورا (أيام الطفولة)

### أوفا أنمي
- المعلم الساحر نيغيما! الربيع - أياكا يوكيهيرو
- المعلم الساحر نيغيما! الصيف - أياكا يوكيهيرو
- المعلم الساحر نيغيما! 〜الجناح الأبيض ALA ALBA〜 - أياكا يوكيهيرو
- المعلم الساحر نيغيما! 〜عالم آخر〜 - أياكا يوكيهيرو
- أمير التنس: البطولة المحلية - ريوما إتشيزن
- أمير التنس: نصف نهائيات البطولة المحلية - ريوما إتشيزن
- أمير التنس: نهائيات البطولة المحلية - ريوما إتشيزن

### أفلام أنمي
- سلسلة أفلام كود جياس أكيتو المنفي
  - كود جياس أكيتو المنفي: الفصل الثاني «انقسام التنين» - شين هيوغا شاينغ (أيام الطفولة)
- فيلم ناروتو شيبودن: إرادة النار - ني
- أمير التنس: فوتاري نو ساموراي - ريوما إتشيزن

## أدوارها في ألعاب الفيديو
- كاثرين - تريشا، إيريكا
- تيلز أوف هارتس - إنكاروز

## وصلات خارجية
- جونكو ميناغاوا على موقع IMDb (الإنجليزية)
- جونكو ميناغاوا على موقع ألو سيني (الفرنسية)
- جونكو ميناغاوا على موقع ميوزك برينز (الإنجليزية)
- جونكو ميناغاوا على موقع أول موفي (الإنجليزية)
- جونكو ميناغاوا على موقع ديسكوغز (الإنجليزية)
- جونكو ميناغاوا على موقع قاعدة بيانات الفيلم (الإنجليزية)
- جونكو ميناغاوا على موقع كينوبويسك (الروسية)
- جونكو ميناغاوا على موقع ANN person (الإنجليزية)